# HD 29678
HD 29678，又名BD+75 189，SAO 5309、HR 1491，是一颗恒星，视星等为6.06，位于銀經135.73，銀緯19.4，其B1900.0坐标为赤經4h 35m 22.2s，赤緯+75° 19.4′ 33″。